# 韦尔农维利耶
韦尔农维利耶（法語：Vernonvilliers，法語發音：[vɛʁnɔ̃vilje]）是法国奥布省的一个市镇，位于该省东部，属于奥布河畔巴尔区。

## 地理
韦尔农维利耶（48°18'54"N, 4°40'48"E）面积7.66 平方千米，位于法国大東部大區奥布省，该省份为法国中北部省份，北起马恩省，西接塞纳-马恩省，西南至约讷省，东南至科多尔省，东临上马恩省。
与韦尔农维利耶接壤的市镇（或旧市镇、城区）包括：阿尔松瓦勒、拉谢斯、埃克朗斯、菲利尼、莱维尼、珀蒂梅尼勒。
韦尔农维利耶的时区为UTC+01:00、UTC+02:00（夏令时）。

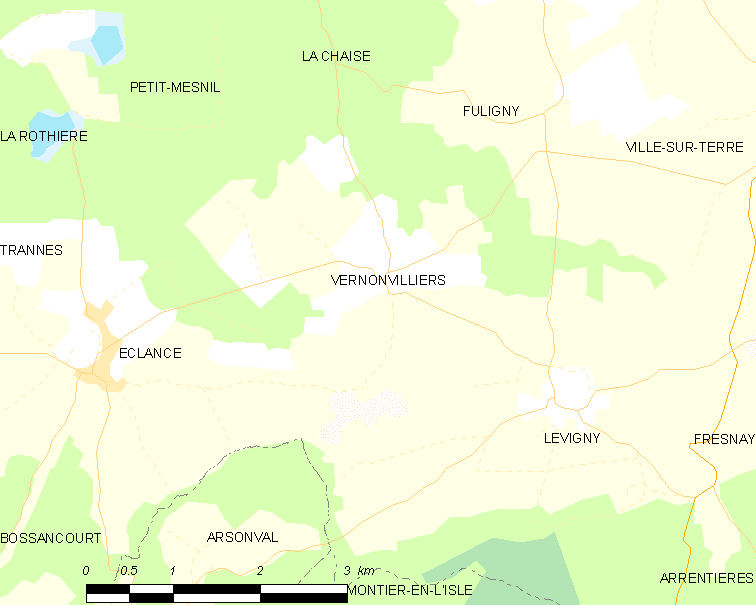
韦尔农维利耶的OSM定位图

## 行政
韦尔农维利耶的邮政编码为10200，INSEE市镇编码为10403。

## 政治
韦尔农维利耶所属的省级选区为奥布河畔巴尔县。

## 交通
奥布省省道D18线和D102线在市中心交汇。

## 人口

1962-2008年间韦尔农维利耶人口变化图示

韦尔农维利耶于2022年1月1日时的人口数量为57人。